# Бараит

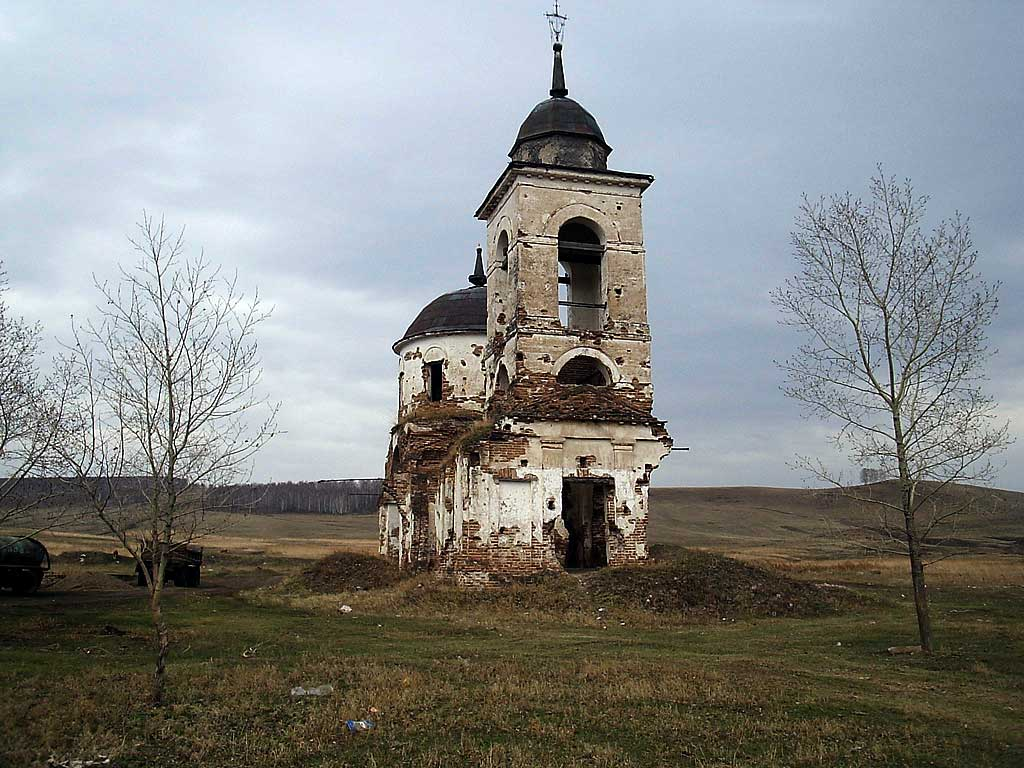
Старинный храм в с. Бараит

Бараит — село в Новосёловском районе Красноярского края России. Административный центр Бараитского сельсовета.

## География
Село расположено в 44 км к северо-западу от районного центра Новосёлово.

## Население
| 2010 |
| ---- |
| 450  |

Гендерный состав
По данным Всероссийской переписи населения 2010 года 218 мужчин и 232 женщины из 450 чел.